# Шамолов, Абдулвахид Абдуллаевич
Абдулвахид Абдуллаевич Шамолов (тадж. Шамолов Абдулвоҳид Абдуллоевич; 29.09.1958, город Куляб, Таджи́кская ССР) — таджикский философ, учёный, Доктор философских наук (2003), профессор.

## Биография
Абдулвахид Шамолов родился 29 сентября 1958 года в городе Куляб. Окончил среднюю школу №7 города Куляба. Выпускник факультета восточных языков Таджикского государственного университета имени В.И. Ленина (Таджикский национальный университет). После окончания четвертого курса (1979 -1981) г. по линии 10-го управления МО СССР служил в Афганистане. В 1981 году окончил названый факультет. С 1982 по 1986 г. работал по линии Аппарата Экономического советника при Посольстве СССР в Афганистане. С 1987 по 1990 г. аспирант Института философии и права Академии наук Республики Таджикистан. Заместитель председателя ГАУ при Совете министров Республики Таджикистан (1990-1994). В 1992г. защитил кандидатскую диссертацию по истории философии Востока. В 1994 г. поступил на докторантуру Института философии и права Академии наук Республики Таджикистан. В 2002 г. защитил докторскую диссертацию. Проходил курсы по линии Европейского центра по изучению вопросов безопасности им. ДЖ. К. Маршала – Германия (2006г.), по вопросам социальной политики в Сеул-Корея: проблемы семьи (2004, 2005, 2006, 2007, 2010 гг.). С 2002 – 2009 был назначен Начальником департамента Центра стратегических исследований при Президенте Республики Таджикистан (2002-2009). С 2009 по 2011 работал директором Института философии им. А. Багоутдинова Академии наук Республики Таджикистан. С 2011 по 2015 директором Института философии, политологии и права им. А. Богоутдинова Академии наук Республики Таджикистан. С 2016 – 2019 был назначен заместителем руководителя аппарата Верхней палаты Парламента Республики Таджикистан (Маджлиси милли Маджлиси Оли Республики Таджикистан). В 2019 году заведующий кафедрой социально-гуманитарных дисциплин и с 2020 года по настоящее время профессор кафедры общественных и гуманитарных наук филиала МГУ им. М.В. Ломоносова в городе Душанбе.
Он выступал в международных научно-методических конференциях международных в Российской Федерации, Казахстане, Киргизии, Азербайджане, Узбекистане (1986-2021гг.), Турции, Пакистане, Индии, Иране, Южной Кореи, Сингапуре, Китае (2004-2016гг.), Хорватии, Швеции, Германияи, Бельгии (2005-2015гг.), Буэнос-Айресе (Globalization, cultura, hombre. Buenos-Aires 2011г.) и т.д.

## Награды

### Ордена
«КРАСНАЯ ЗВЕЗДА» 15 апреля 1986 г. «ЗА ЗАСЛУГИ» 14 февраля 2013г. (Российский союз ветеранов Афганистана), «ЗА ВЕРУ И МУЖЕСТВО» 2 августа 2012 г.

### Медали
«Воину-Интернационалисту от благодарного Афганского народа» 17 ноября 1989г. №184, «70 лет Вооруженных сил СССР» 17 ноября 1989 г., «За отвагу» 17 ноября 1989 г., «5 лет Вооруженных сил Таджикистана» 15 февраля 1999 г., «15 лет вывода Советских войск из ДРА» 2007 г., «20 лет: Государственной независимости Республики Таджикистан» 18.08.2011 г. №1133, «20 лет вывода Советских войск из Афганистана» 27 апреля 2012 г. №51, «Воину-Интернационалисту» 2 июля 2012 г. №35, «За ратную доблесть» 25 апреля 2012 г. №45, «За заслуги перед ветеранской организацией «БОЕВОЕ БРАТСТВО» 6 ноября 2012 г. №06, «Ветеран боевых действий» 21 июня 2012 г. №53, «25 лет вывода советских войск из ДРА» 6 мая 2015г. №5, «30 лет завершения выполнения задач 40 армией в Афганистане» 15.02. 2020 г.

### Грамоты
«Воину-Интернационалисту» Президиума Верховного Совета СССР от 28 декабря 1988 г., «Executive program in Advanced security studies» Академии им. Дж. С. Маршала 2006 г. (Германия).

### Титулы
«ГРАЖДАНИН ГОДА» за 2005 г., 2006 г., «ПОСОЛ МИРА» (Сеул) 2006 г.

## Труды
По Социологии
Вопросы молодежной политики в Республике Таджикистан. — Д.: Ирфон, —1994 — 287 с.
По Философии
- Этика Абухамида Газали и Насириддина Туси: сравнительный анализ. — Д.: Ирфон,  1994. — 180 с.
- Политическая философия Абухамида Газали. — Д.: Дониш, 1996. — 330 с.
- Философия поэзии предков. —Д.: Авесто,  1999, — 92 с.
- Философия Мотуриди Самарканди. — Д.: Авесто,  2000, — 286 с.
- Философские воззрения Абухамида Газали. — Д.: Дониш,  2002, — 365 с.
- Философия теологии Абухамида Газали. — Д.: Пайванд, 2008. — 476 с.
- Место «Возрождения наук» Абухамида Газали в мире ислама. — Д.:, Пайванд,  2008. — 123 с.
- Жизнь и творческое наследие Абу Ханифы. — Д.: Дониш, — 2009. — 317 с.
- Философия нанонауки. — Д.: Дониш, 2023.

### По Политологии
- Абу Ханифа и возрождение национального самосознания таджиков. — Д.: Дониш,  2009, —320 с.
- Геополитичекие игры. — Д.: Дониш, 2015, — 133 стр.
- Этнонациональные и современные праздники. — Д.:,  2016, — 101 с.
- Центральная Азия – центр геополитических игр. — Д.: - Эрграф, 2023, — 620 с.